# Alex Wuttke
Alex Wuttke ist ein britischer Filmtechniker für Visuelle Effekte.

## Karriere
Wuttke begann seine Filmkarriere beim Animationsstudio Jim Henson’s Creature Shop, das von Muppet-Erfinder Jim Henson gegründet wurde. Dennoch arbeitete er bereits 2000 bei seinem ersten Film Die Flintstones in Viva Rock Vegas als Spezialeffektkünstler. Schon 2002 wechselte er zum Animationsstudio Double Negative, wo er bei einigen Blockbuster-Produktionen wie Pakt der Wölfe, James Bond 007 – Stirb an einem anderen Tag oder Alien vs. Predator beteiligt war. Doch erst mit Batman Begins stieg er 2006 zum CGI Supervisor auf, wobei er für die Monorail-Szene verantwortlich war. Hierfür erhielt er im selben Jahr einen VES Award in der Kategorie Herausragende künstliche Umgebung in einem Spielfilm.
Danach arbeitete Wuttke fortlaufend mit renommierten Regisseuren an Blockbusterfilmen. So etwa 2008 an James Bond 007: Ein Quantum Trost, 2009 am Katastrophenfilm 2012 oder 2013 am Superheldenfilm Thor – The Dark Kingdom. Mit seinem nächsten Film Ant-Man blieb er im Marvel Cinematic Universe und wurde 2016 für einen BAFTA in der Kategorie Beste Visuelle Effekte nominiert. Er blieb dem Actionkino treu und war an den Filmen James Bond 007: Spectre, Wonder Woman und Jurassic World: Das gefallene Königreich beteiligt. Für letzteren wechselte er zum Animationsstudio Industrial Light & Magic, für das er 2020 Six Minutes to Midnight umsetzte. Schließlich begann er mit der Arbeit an seinem bislang größten Erfolg Mission: Impossible – Dead Reckoning Teil Eins von Regisseur Christopher McQuarrie, der 2023 in die Kinos kam. Für diesen Film wurde er auf einigen Festivals und Filmpreisen nominiert. So konnte er den Saturn Award in der Kategorie Beste Visuelle Effekte gewinnen und wurde in derselben Kategorie für einen Oscar nominiert. Dies geschah zusammen mit Simone Coco, Jeff Sutherland und Neil Corbould. An der Fortsetzung Mission: Impossible – The Final Reckoning war er ebenfalls beteiligt.
Gegenüber A.frame äußerte Wuttke, dass für den Film Mission: Impossible – Dead Reckoning Teil Eins 3700 VFX-Szenen entstanden, von denen allerdings nur 2500 im finalen Film landeten. Diese enorme Zahl lag an der jahrelangen Vorbereitung, die zu sehr viel Filmmaterial führte. Außerdem gab er an, dass seine vorherigen Erfahrungen im James-Bond-Franchise praktisch gewesen seien, da sich Regisseur Christopher McQuarrie an ihnen orientieren wollte. Ein wichtiger Faktor sei natürlich der Hauptdarsteller Tom Cruise gewesen, da er seine eigenen Stunts durchführe. Bei der Verfolgungsjagd im Zug habe man sich aus Kostengründen dazu entschieden, viele Szenen computeranimiert zu lösen. Dennoch wurden drei Wagons in den Warner Bros. Studios Leavesden aufgebaut. Schwierig seien auch die Szenen in der Wüste gewesen, für die sie ein Turbinentriebwerk verwendet hätten, um für ausreichend Wind zu sorgen.

## Filmografie (Auswahl)
- 2000: Die Flintstones in Viva Rock Vegas
- 2000: Jason und der Kampf um das Goldene Vlies (Fernsehfilm)
- 2001: Pakt der Wölfe
- 2001: Jagd auf den Schatz der Riesen
- 2002: James Bond 007 – Stirb an einem anderen Tag
- 2003: Lara Croft: Tomb Raider – Die Wiege des Lebens
- 2004: Riddick: Chroniken eines Kriegers
- 2004: Alien vs. Predator
- 2005: Batman Begins
- 2006: The Magic Flute
- 2006: Flyboys – Helden der Lüfte
- 2008: 10.000 B.C.
- 2008: James Bond 007: Ein Quantum Trost
- 2009: 2012
- 2013: Thor – The Dark Kingdom
- 2015: Ant-Man
- 2015: James Bond 007: Spectre
- 2017: Wonder Woman
- 2018: Jurassic World: Das gefallene Königreich
- 2020: Six Minutes to Midnight
- 2023: Mission: Impossible – Dead Reckoning Teil Eins
- 2025: Mission: Impossible – The Final Reckoning

## Auszeichnungen (Auswahl)
- 2006: VES Award in der Kategorie Herausragende künstliche Umgebung in einem Spielfilm für Batman Begins
- 2016: BAFTA-Nominierung in der Kategorie Beste Visuelle Effekte für Ant-Man
- 2024: Online-Film-Critics-Society-Award-Nominierung in der Kategorie Beste Visuelle Effekte für Mission: Impossible – Dead Reckoning Teil Eins
- 2024: Satellite Award in der Kategorie Beste Visuelle Effekte für Mission: Impossible – Dead Reckoning Teil Eins
- 2024: BAFTA-Nominierung in der Kategorie Beste Visuelle Effekte für Mission: Impossible – Dead Reckoning Teil Eins
- 2024: Saturn-Award-Nominierung in der Kategorie Beste Visuelle Effekte für Mission: Impossible – Dead Reckoning Teil Eins
- 2024: Oscar-Nominierung in der Kategorie Beste Visuelle Effekte für Mission: Impossible – Dead Reckoning Teil Eins